# Pierre Granier-Deferre
Pierre Granier-Deferre (ur. 22 lipca 1927 w Paryżu, zm. 16 listopada 2007 tamże) – francuski reżyser i scenarzysta filmowy i telewizyjny. Autor blisko 30 filmów fabularnych i telewizyjnych.
Jego film Kot (1971) zdobył Srebrnego Niedźwiedzia dla najlepszej aktorki i aktora na 21. MFF w Berlinie dla grających w nim główne role Simone Signoret i Jeana Gabina. Dziwna sprawa (1981) z Michelem Piccolim przyniosła mu Nagrodę im. Louisa Delluca, a Gwiazda Północna (1982) – Cezara za najlepszy scenariusz adaptowany.

## Filmografia (wybór)[2]
- Paryż w sierpniu (Paris au mois d'août, 1966)
- Narkotyk (La Horse, 1970)
- Kot (Le Chat, 1971)
- Wdowa Couderc (La Veuve Couderc, 1971)
- Syn (Le Fils, 1973)
- Pociąg (Le Train, 1973)
- Rasa panów (La Race des seigneurs, 1974)
- Klatka (La Cage, 1975)
- Powodzenia, stary (Adieu poulet, 1975)
- Kobieta w oknie (Une femme à sa fenêtre, 1976)
- Lekarz (Le Toubib, 1979)
- Dziwna sprawa (Une étrange affaire, 1981)
- Gwiazda Północna (L'Étoile du Nord, 1982)
- Przyjaciel Vincenta ( L'Ami de Vincent, 1983)
- Głos (La Voix, 1992)